# 大府飛行場

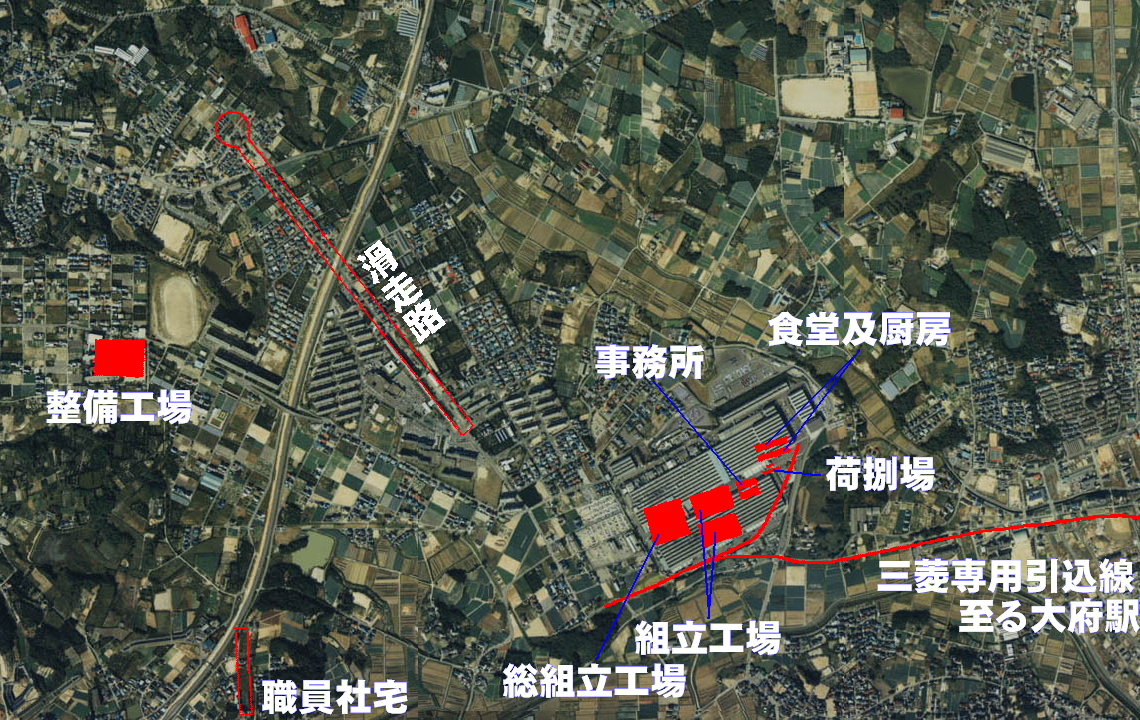
大府飛行場（三菱航空機知多工場）跡。（国土画像情報（カラー空中写真）[1987]：国土交通省に、滑走路・工場等をオーバーレイ）

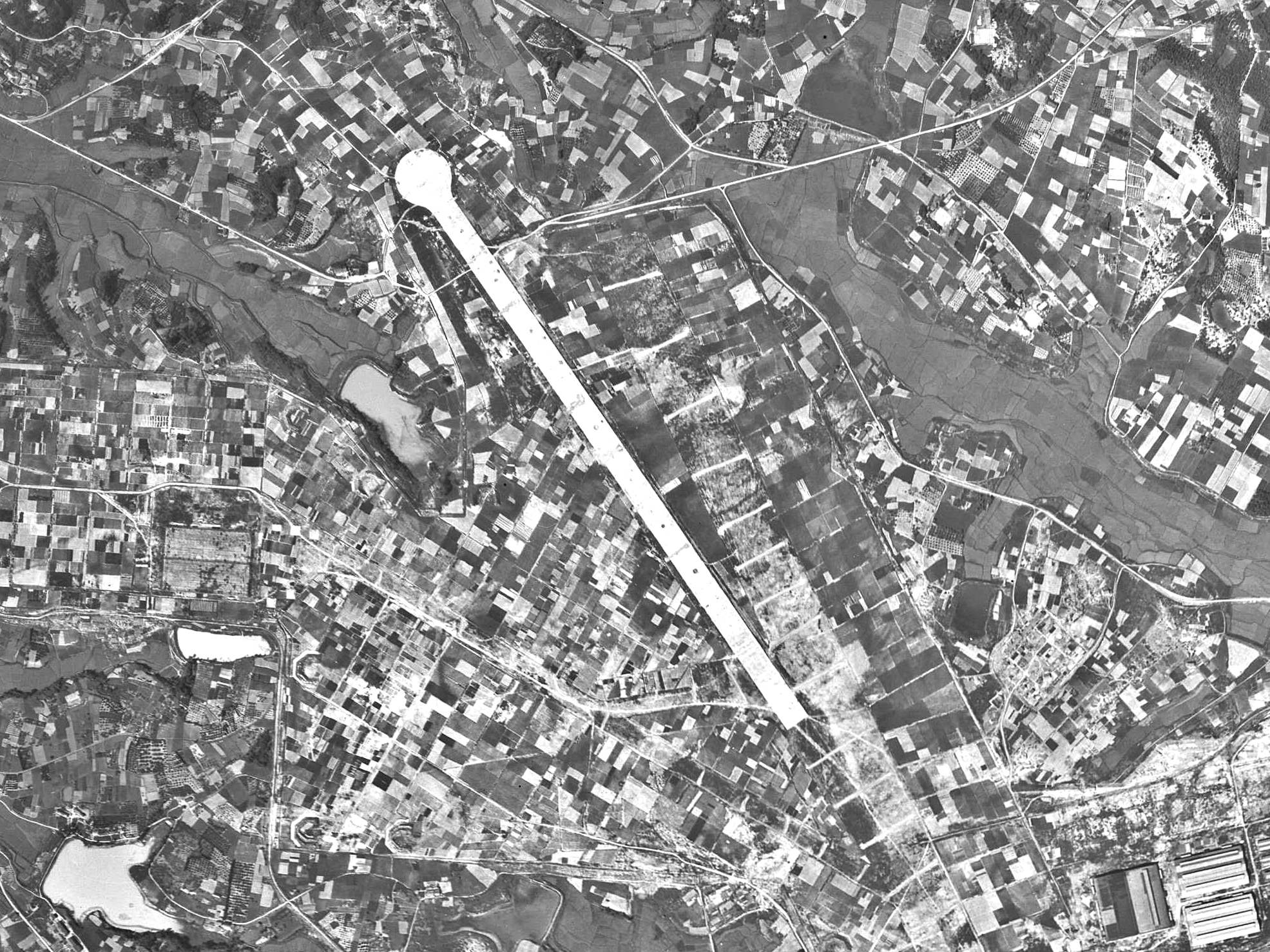
終戦間もない飛行場の空中写真（1948年）
（知多郡上野町：現・東海市富木島町）

大府飛行場（おおぶひこうじょう）は、かつて愛知県大府市と東海市にまたがる地区にあった飛行場である。別名：知多飛行場。
現在の知多半島道路 大府東海インターチェンジの北側一帯に展開していた。

## 三菱重工による飛行場着工
零式艦上戦闘機を代表とする数々の航空機製造で名をはせた三菱重工業名古屋航空機製作所（現：名古屋航空宇宙システム製作所）は、古くから名古屋市の大江工場に生産拠点を設けていた（2014年12月まで三菱航空機（2代目）の本社も設けられていた）。
当時三菱による生産機の輸送は、大江工場で作った機体を牛車・馬車・トラックに分載し、岐阜県の各務原飛行場に運ぶという非能率で非合理な方法に頼っていた。
双発機の場合、胴体は牛2頭で曳いた。左右の主翼は荷車に枠を組んで立てかけ、牛が1頭ずつで曳いた。尾翼なども枠組みで2つに分け、それぞれを1頭の馬で曳いた。エンジンと付属部品は2台のトラックで運んだ。したがって1機運ぶのに合計4頭の牛、2頭の馬、2台のトラックが必要だった。加えて、道は狭くてでこぼこで、休み休み行くので、各務原までの48kmを24時間も要した。
中でも小牧から犬山にかけての狭い道路では牛車や馬車で曲がるのは容易でなく、牛・馬をはずして人力で台車を持ち上げ向きを変えた。
主翼は立てて運ぶので、風のある日は、前に進めず、風が治まるまで人・牛･馬ともうずくまって待つしかなかった。
これを少しでも早く解消するために、近隣に滑走路付きの組立工場の設置が迫られた。
当時の知多郡大府町と三菱重工業名古屋航空機製作所が密接な関係を持つようになったのは、1941年（昭和16年）10月からである。
1941年（昭和16年）10月15日、三菱は大府町と隣接の知多郡上野町（現東海市）にまたがる丘陵地帯におよそ570万坪（19平方キロメートル）の土地を取得し、17日に「知多飛行場および知多工場」として起工式を挙行している。
この土地の買収には当時の酒井町長をはじめ、町議会の労に負うところが大きかった。
知多丘陵地の山を削り、谷を埋める大工事であった。建設にあたって知多郡・愛知郡・碧海郡などの各種団体、町村奉仕団、中国捕虜を使役して、スコップ・一輪車・モッコで日々数千人で造成したが、遅々として進まなかった。
なお、勤労奉仕に対し軍当局から若干の謝礼金が出された、とあり、全くの無償労働ではなかったようである。

## 飛行場完成と三菱の疎開

### 飛行場・工場の概要

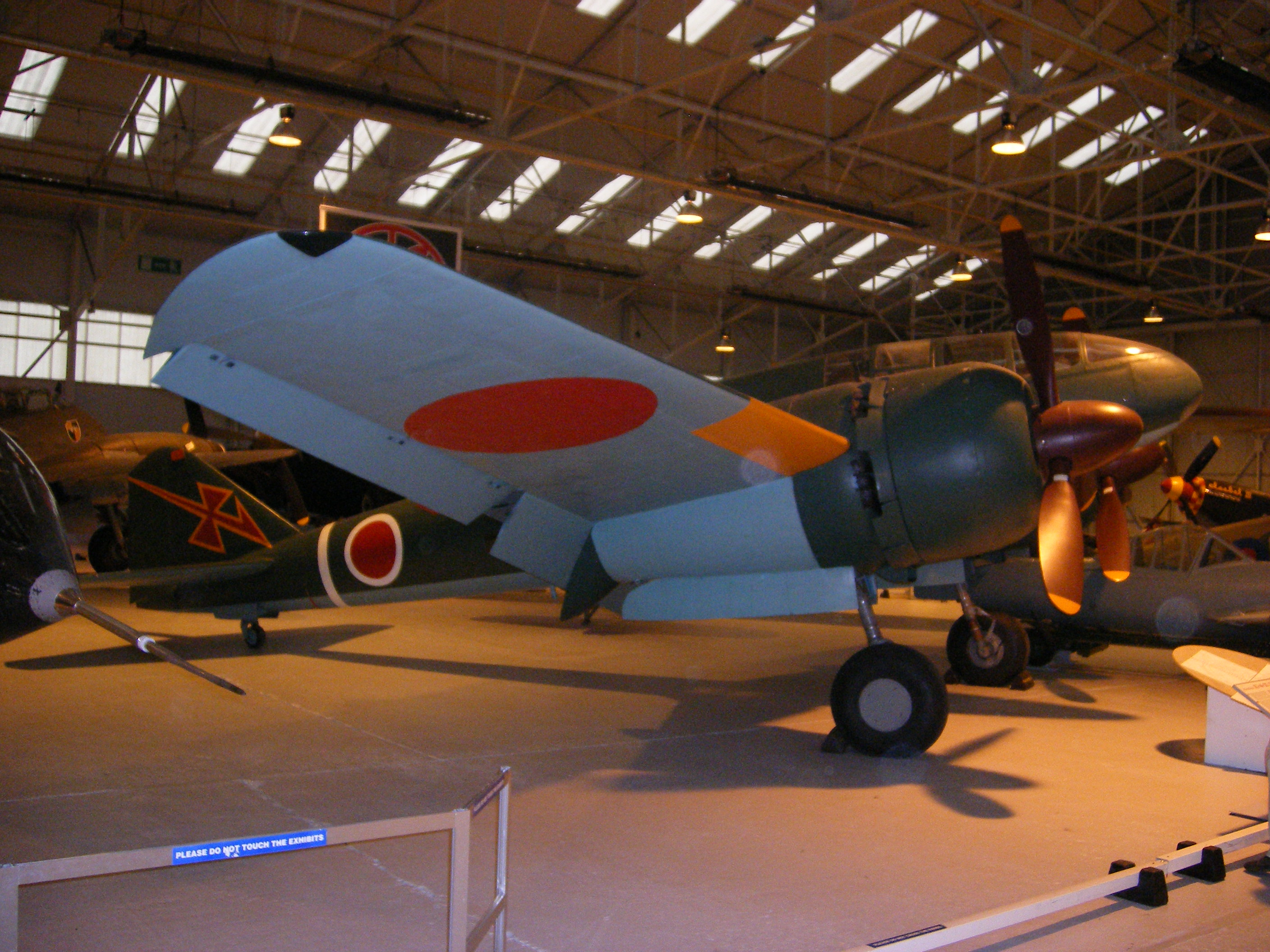
百式司令部偵察機三型（キ46-III、RAF博物館）。

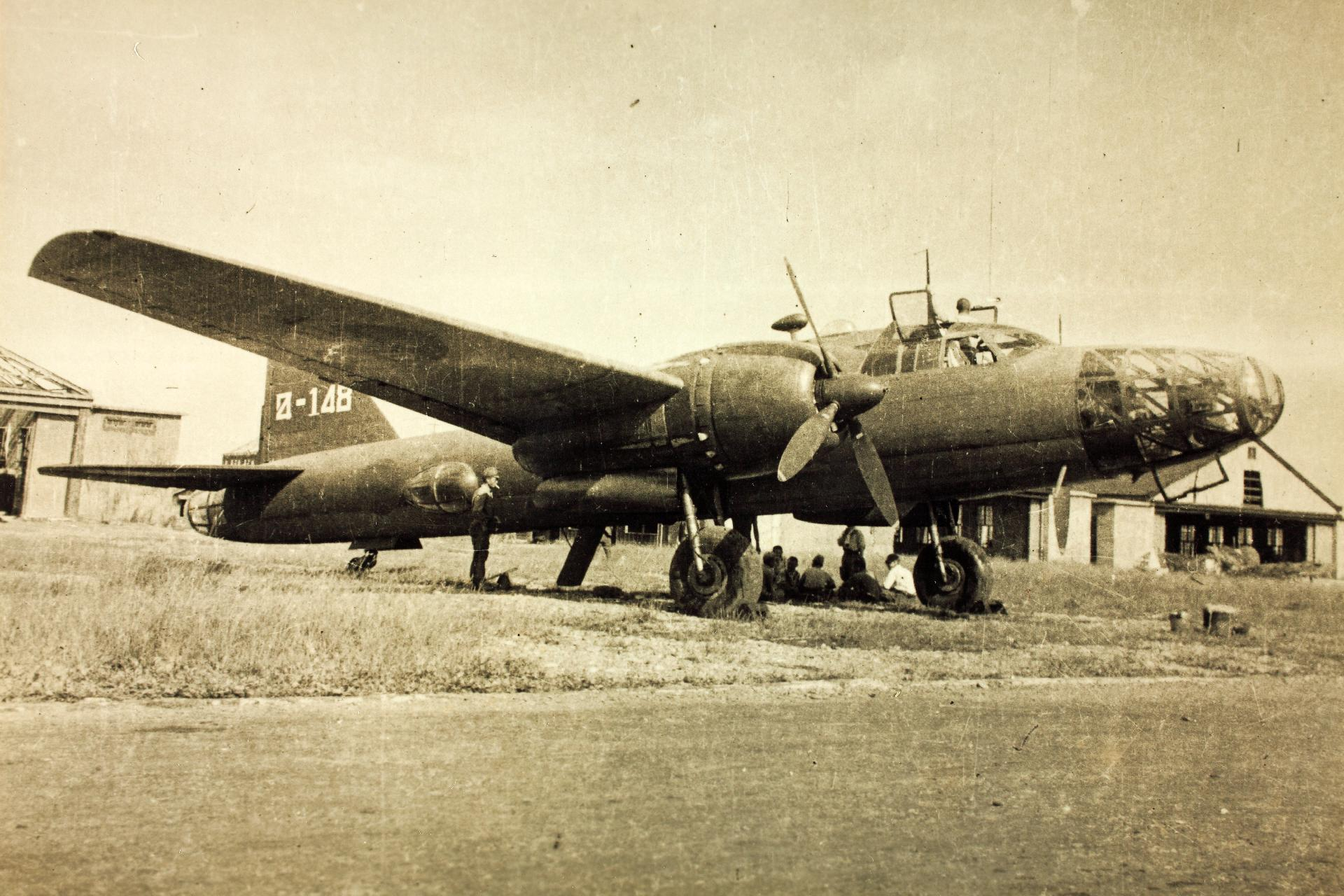
四式重爆一型（キ67-I）

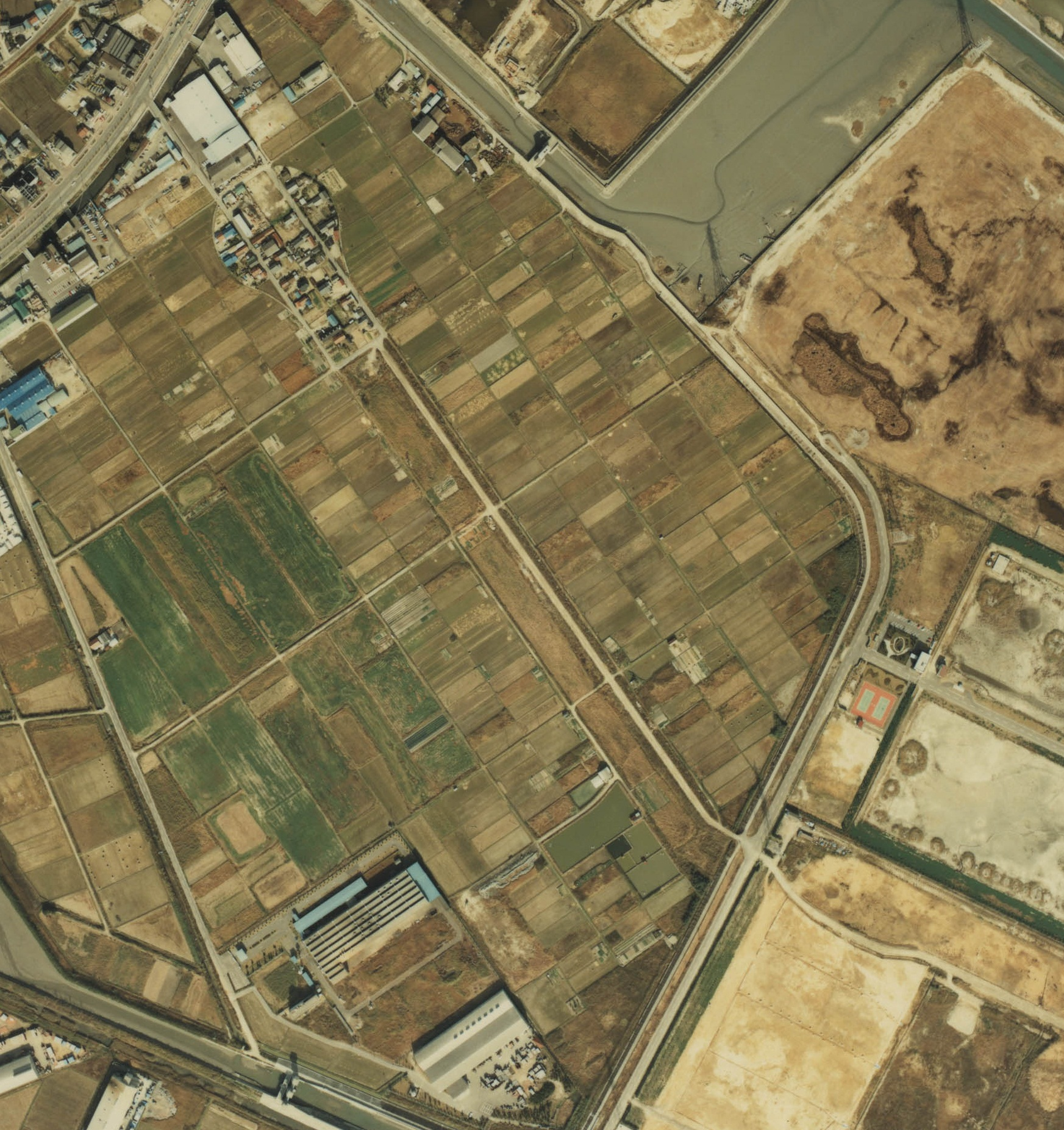
中島飛行機半田製作所の滑走路跡（1982年の）。半田市中午町、中億田町付近。写真左上から右下方向に滑走路がある。

起工して30ヵ月後の1944年（昭和19年）4月6日にようやく飛行場が竣工した。大府飛行場は三菱にとって永年の夢が実ったものだった。各務原飛行場から飛来した九九式艦上爆撃機と三菱MC-20の2機によって初の離着陸テストが行なわれ、見事に成功した。
完成した飛行場は合計66万平方メートルの建物に3800台にのぼる工作機械が備えつけられ、「三菱航空機知多工場」、または「三菱第五製作所」、または「三菱航空機知多整備工場」と呼ばれた。
知多工場は各地の工場で作られた飛行機の主要部品を集めて組み立てる最終の工場であり、試験飛行をして、軍へ引き渡す役割を持っていた。
エンジンは名古屋市東区大幸町の発動機製作所から運ばれたし、主翼部分や胴体、尾翼部分は名古屋市港区大江町や岡崎、一宮の工場などからトラックと鉄道で輸送した。
1944年秋以降、国鉄（現・東海旅客鉄道（JR東海））大府駅から三菱専用側線が敷設され、鉄道による部品の搬入が可能となった。専用側線軌道延長3337m。工事費735000円。飛行場への進入が急勾配のため、スイッチバック方式となっていた。
組立工場のラインは2本で、いつも10機前後を流れ作業で組み立てていたが、最初は三菱MC-20と百式司令部偵察機だった。
ラインはまもなく四式重爆撃機（飛龍または飛竜）が占めるようになった。戦局が急を告げる中で、月産60機を突破したことが2度あったが、テストパイロットは工場長（兼務）も含めて3人しかいなかった。1回のテストで済む飛行機もあれば4回、5回と試験飛行しなければならないものもあって多忙を極めたという。
飛行場の規模は、主滑走路が長さ1300m・幅60m、誘導走路が長さ1000m・幅30mであった。別に東西の補助滑走路も計画されたが、終戦にて実現できなかった。主滑走路は北西端部が円形に膨らみ、マッチ棒のような形状をなしていた。同様な形状を近隣にあった中島飛行機半田製作所、陸軍の清洲飛行場も採用していた。
冬に風が強かったことを除けば、さほどむずかしい飛行場ではなかったという。
大府飛行場を飛び出った四式重爆撃機は、工場長の記憶によると三重県亀山市の奥の山の中へ空輸することが多かった。深井沢と呼んでいたところで、長さ1000mほどの十文字の滑走路を持った秘密飛行場だった。本土決戦に備えての飛行機温存策の一環なのか、四式重爆撃機は着陸するとすぐ松林に隠された。
飛行場の位置や形態から、この秘密飛行場は三重県鈴鹿市にあった追分飛行場（現在の東名阪自動車道 鈴鹿インターチェンジの真北に位置する。1947年当時の追分飛行場付近の航空写真。出典：国土地理院地図・空中写真閲覧サービス）と考えられる。
なお、この大府飛行場から「完成品を離陸させるまでに至らなかった」とする文献があるが、真偽はわからない。

### 工場関連の建物
出典：大府市誌編さん刊行委員会『大府市誌　資料編　近代現代』
1. 整備工場：1棟。鉄骨造、鉄板葺、13728平方メートル（飛行場内最大）。戦後盗難破壊により建て屋の鉄骨のみの状態になったという。現在の東海市立富木島小学校の敷地にほぼ一致。
2. 総組立工場：1棟。鉄骨造、鉄板葺、10154平方メートル。1952年（昭和27年）に解体され、三菱重工小牧南工場に移築、第1格納庫として返り咲く。現在の豊田自動織機長草工場の敷地に所在した。
3. 組立工場：2棟。木造、杮葺、12936平方メートル。現在の豊田自動織機長草工場の敷地に所在した。
4. 荷捌場：1棟。木造、柿葺、363平方メートル。現在の豊田自動織機長草工場の敷地に所在した。
5. コンプレッサー室：1棟。木造、鉄板葺、132平方メートル。現在の豊田自動織機長草工場の敷地に所在した。
6. 変電室：1棟。木造、杮葺、132平方メートル。現在の豊田自動織機長草工場の敷地に所在した。
7. 事務所：2棟。木造、杮葺、1538平方メートル。現在の豊田自動織機長草工場の敷地に所在した。
8. 食堂及厨房：2棟。木造、杮葺、2485平方メートル。現在の豊田自動織機長草工場の敷地に所在した。
9. 守衛及消防手詰所：2棟。木造、杮葺、66平方メートル。現在の豊田自動織機長草工場の敷地に所在した。
10. 自動車車庫：1棟。木造、鉄板葺、172平方メートル。戦後、盗難破壊。現在の豊田自動織機長草工場の敷地に所在した。
11. 自転車置き場：6棟。木造、杮葺、370平方メートル。戦後、盗難破壊。現在の豊田自動織機長草工場の敷地に所在した。
12. 職礼場：1棟。木造、杮葺、53平方メートル。現在の豊田自動織機長草工場の敷地に所在した。
13. 便所：8棟。木造、杮葺、360平方メートル。現在の豊田自動織機長草工場の敷地に所在した。
14. 消防自動車車庫：1棟。木造、杮葺、66平方メートル。現在の豊田自動織機長草工場の敷地に所在した。
15. ポンプ室：3棟。木造、杮葺、33平方メートル。現在の豊田自動織機長草工場の敷地に所在した。
16. 汽缶室：1棟。木造、杮葺、168平方メートル。現在の豊田自動織機長草工場の敷地に所在した。
17. 職員社宅：3棟。木造、杮葺、297平方メートル。現在の大府市宮内町に所在した。

### 三菱の疎開
1944年（昭和19年）12月7日、突如として当地方を揺るがした東南海地震により、三菱重工業名古屋航空機大江工場は大きな地割れで工場施設、組立治具等が破損し、工場は麻痺状態に陥った。それに加えて、同月18日にはB29の爆撃により人的被害はもちろん、工場の中枢部が壊滅的打撃を受け、急遽当時の大府町に疎開が始まった。
疎開地は結果として完成したばかりの飛行場と一体となった感があった。
疎開地のブロック分けとして、国鉄東海道本線の西側の飛行場方面のブロック、東海道本線の東側の横根山地区に分けられた。建物として約60棟の木造建築が建てられ、1945年（昭和20年）3月着工、同年8月にはほぼ完成している。
管理部門として大府駅周辺の主要建物が使われた。大府町役場2階、病院、個人邸、公会堂（人事課として）、地蔵院（訓育課として）など。その他大府駅前には、大府寮、設備課、材料課、勤労企画、庶務課、調査課、業務課、運輸課などが並び、大府はにわかに三菱の町となった感があった。

### 飛行場直接以外の買収地
出典：大府市誌編さん刊行委員会『大府市誌　資料編　近代現代』
1. 1943年12月1日：大府駅北側荷造り用13120平方メートル。
2. 1944年6月：大府駅に三菱専用貨物ホーム新設。
3. 1944年6月1日：追分工場事務所および倉庫地として鈴木バイオリン工場跡177984平方メートル取得。
4. 1944年10月1日：大府駅から飛行場までの専用請願側線用地として43884平方メートル取得。三菱専用引込線となる。
5. 1945年5月：三菱病院用地として大府町内に2059平方メートルを取得。
6. 1945年6月26日：大府駅前用地として25705平方メートルを取得。

## 終戦と戦後

### 終戦
1945年（昭和20年）8月15日。大府飛行場には何機もの四式重爆撃機「飛龍」が残っていた。昨日までの活気はなくなり、誰もが虚脱感に襲われていた。工場長は飛行機を飛ばすことを思いついた。連合軍はまだ進駐していなかった。警察官や消防団員、飛行場作りに力を貸してくれた近くの人たちを乗せた「飛龍」は、連合軍司令部から飛行禁止命令が出るまでの10日間、知多の上空などを飛行した。
1945年（昭和20年）10月に入ってすぐ、連合軍司令部は飛行機の焼却処分を命令。作業者の手で、部品は大鉈で砕かれ、完成機体はガソリンがかけられて、焼却処分された。
ここに大府飛行場における航空機生産も終わりを告げることになった。

### 中部日本新聞社と豊田自動織機製作所

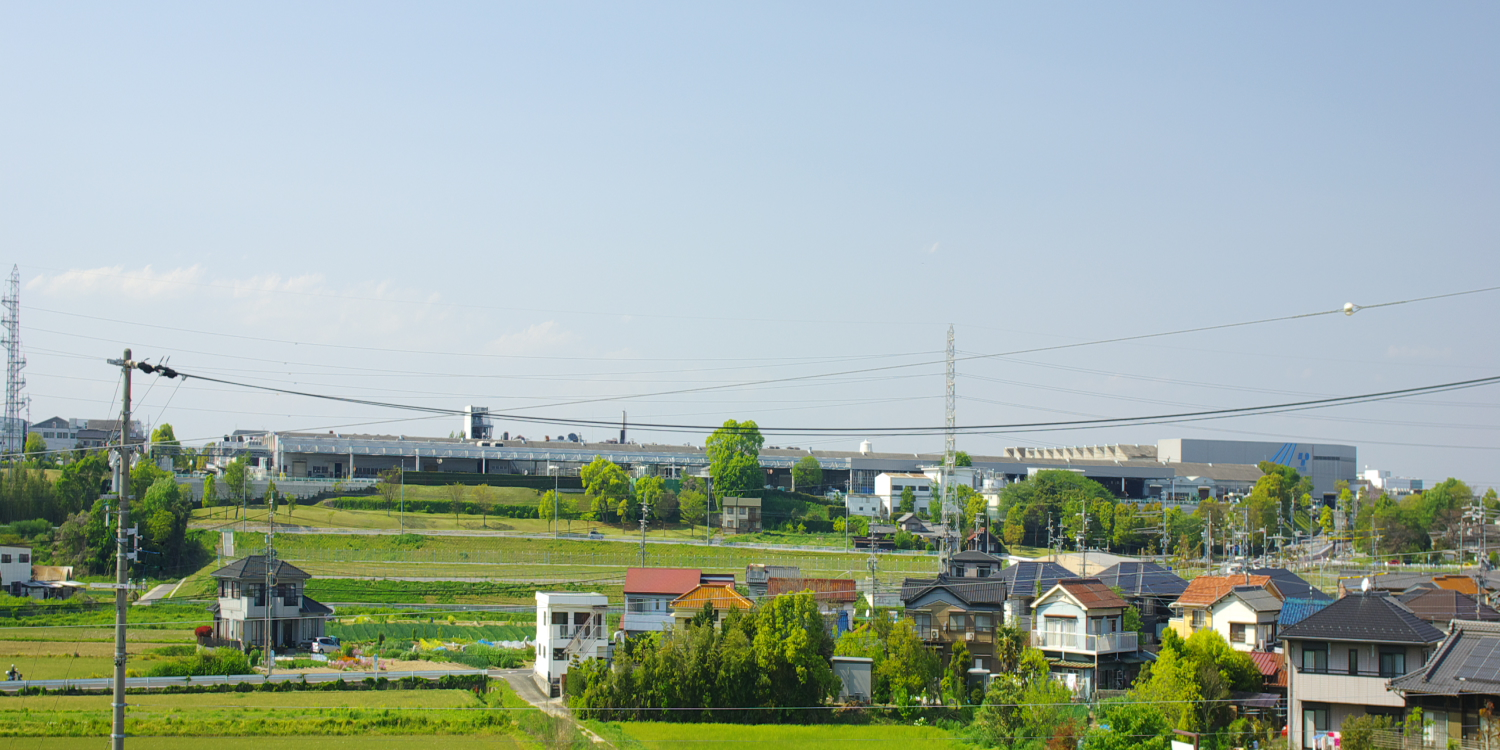
豊田自動織機長草工場

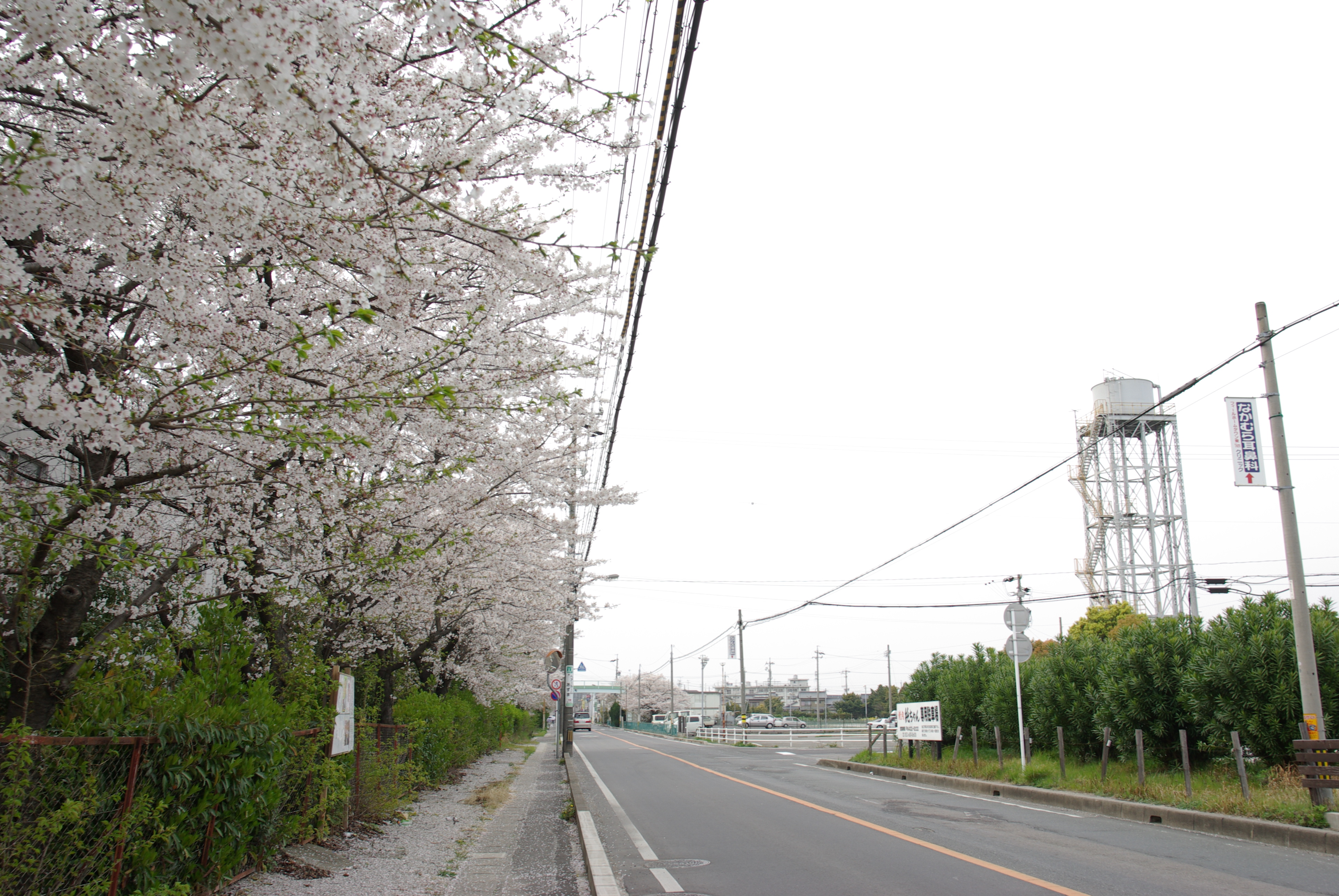
かつての滑走路跡をトレースする道路。道路脇に新日鐵住金社宅やサークルK等が並ぶ

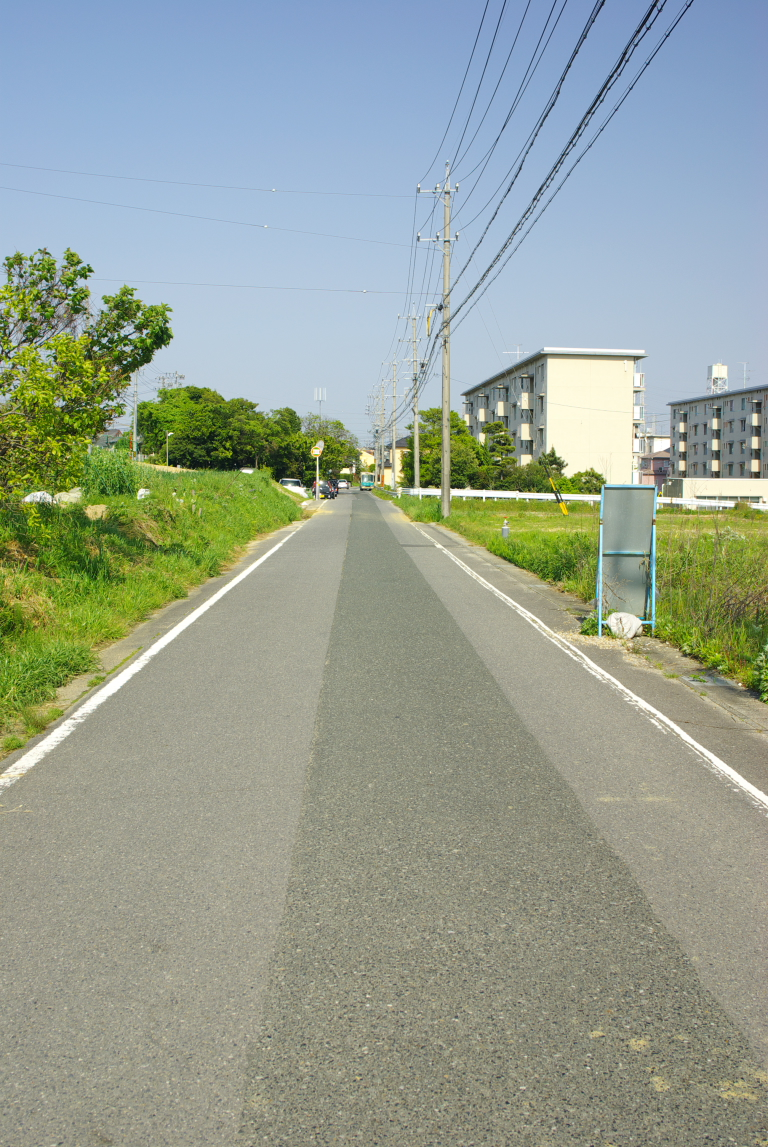
かつて三菱専用鉄道があったと考えられる道路。大府市ウド交差点付近。

戦後、飛行場の一部は農業開拓者の農場に転換されたが、残りの土地は三菱重工の所有のまま放置されていた。（1948年当時の大府飛行場付近の航空写真。出典：国土地理院地図・空中写真閲覧サービス）
1952年（昭和27年）2月になり、組立工場等が集中していた地区を豊田自動織機製作所（後の豊田自動織機）が大府町のあっせんで買い受けた。
同社では農業機械の試験場、APA特需車両の完成車置き場として利用していたが、昭和40年代になり、長草工場としてパブリカバンの生産基地となった。
その後も長草工場は、スターレット・ヴィッツ等の生産を続けている。
同じく1952年（昭和27年）、中部日本新聞社（後の中日新聞社）が6月1日、「中日大府飛行場」を開設した。同新聞社によると、当時、民間空港第1号と宣伝された。
面積23万平方メートル、滑走路長450mであった。
滑走路とはいっても元の大府飛行場の一角をならしただけで、ラバウル基地よりひどいといわれたが、それでも当時自前の飛行場はここしかなかった。
同年8月15日、かつて大府飛行場で生産されていた「飛竜」と同じ名前を与えられた水陸両用機「飛竜」（リパブリック RC-3 シービー）と、「白鳩」（パイパー PA-20）の2機からスタートした。
1952年（昭和27年）11月、ベル 47D型3人乗りヘリコプターが大府飛行場に到着。後に同機は川崎重工に引き取られ、国産ヘリコプター第1号開発のための技術調査に一役かった。
1953年（昭和28年）2月、中日社機「飛竜」が、滑走路東側土手に激突、乗員2人が重傷となる事故が発生。
1958年（昭和33年）7月、中日大府飛行場閉鎖。中日機は名古屋空港に移った。
1958年（昭和33年）以降、かつての滑走路跡は新日本製鐵名古屋製鐵所（現：日本製鉄名古屋製鉄所）の社宅を中心に市街地化した。また滑走路跡の上を知多半島道路の高架がまたがり、一見しただけでは、かつてここに飛行場があったことがわからなくなってしまった。道路付近には、ミニストップやファミリーマート、バロー、セブン-イレブンなどが立ち並ぶ。
滑走路跡は一部道路ともなったが、幅員は大幅に減っている。
丘陵地のわりには不自然に平坦な地形が、唯一飛行場であったことを示すものであろう。
また、飛行場にはかつて大府駅から専用側線が敷設されていて、1970年代ころまではその跡が明瞭に残っていたが、その後市街地化が著しくなり、一部が道路として残っているらしいが、その跡が極めてわかりにくくなっている。